# 陳虹蓉
陳虹蓉（英語：Chan Hung Yung，1990年2月18日—），香港女子羽毛球運動員。

## 簡歷
陳虹蓉出生於羽毛球世家，父親陳智輝是羽毛球教練及前香港亞運代表，而叔父陳智才則是前香港隊總教練。她自小學四年級開始學打羽毛球，並接受父親的嚴格訓練；由於認為早一點接受全職訓練有助日後發展，故在協恩中學讀畢中四後便轉為全職運動員。
2009年12月，陳虹蓉代表香港出戰東亞運動會，參加羽毛球比賽的女子團體項目，奪得銅牌。
2013年8月，陳虹蓉參加中國廣州舉行的世界羽毛球錦標賽，與周凱華出戰女子雙打項目，在首圈就以0比2（14-21、13-21）負於德國的乔安娜·格里斯威斯基/比尔吉德·迈克斯出局。

## 主要比賽成績
只列出曾進入準決賽的國際賽事成績：
| 年份   | 賽事                     | 公開賽級別 | 項目     | 拍檔   | 成績   |
| ------ | ------------------------ | ---------- | -------- | ------ | ------ |
| 2009年 | 菲律賓羽毛球黃金大獎賽   | 黃金大獎賽 | 女子雙打 | 周凱華 | 準決賽 |
| 2010年 | 新加坡羽毛球國際系列賽   | 國際系列賽 | 女子單打 | －     | 準決賽 |
| 2010年 | 馬來西亞羽毛球國際挑戰賽 | 國際挑戰賽 | 混合雙打 | 盧洛棋 | 準決賽 |
| 2013年 | 東亞運動會羽毛球比賽     | 其他       | 女子團體 | －     | 銅牌   |
| 2014年 | 越南羽毛球國際挑戰賽     | 國際挑戰賽 | 混合雙打 | 王偉康 | 準決賽 |

| 2007-2017年 | 首要超級賽 | 超級賽 | 黃金大獎賽 | 大獎賽 | 國際挑戰賽 | 國際系列賽 | 未來系列賽 | 其他 |

| 2018-2026年 | 總決賽 | 超級1000賽 | 超級750賽 | 超級500賽 | 超級300賽 | 超級100賽 | 國際挑戰賽 | 國際系列賽 | 未來系列賽 | 其他 |

### 奧運會和世錦賽參賽紀錄
|          | 搭檔   | 2009 | 2010 | 2011 | 2012 | 2013 |
| -------- | ------ | ---- | ---- | ---- | ---- | ---- |
| 女子雙打 | 周凱華 | 32強 | －   | －   | －   | 48強 |